# Premosello-Chiovenda
Premosello-Chiovenda (en idioma piamontés Premusel, Premusel-Cioenda) es una comuna de 2.071 habitantes de la provincia de Verbano Cusio Ossola.
Parte de su territorio contiene al parque nacional de la Val Grande.
El nombre antiguo de Premosello se amplió en 1959 a Premosello-Chiovenda en memoria del jurista Giuseppe Chiovenda (Premosello, 1872-1937).

## Evolución demográfica
| Gráfica de evolución demográfica de Premosello-Chiovenda entre 1861 y 2001 |
|                                                                            |
| Fuente ISTAT - Gráfica elaborada por Wikipedia                             |